# Imperiex
Imperiex, detto il "Divoratore di Galassie", è un personaggio dei fumetti creato da Jeph Loeb (testi) e Ian Churchill (disegni), pubblicato dalla DC Comics. È apparso la prima volta in Superman (vol. 2) n. 153 (febbraio 2000).
È il supercriminale che devono affrontare i supereroi dell'universo DC uniti nel crossover Our Worlds at War.

## Biografia del personaggio
Incarnazione dell'entropia, Imperiex ha forma di pura energia contenuta all'interno di una colossale armatura, di apparenza umanoide. Viene menzionato per la prima volta da Mongul II, il figlio dell'omonimo criminale deceduto, quando questi giunge sulla Terra dichiarando che Imperiex aveva distrutto Warworld e che si stava dirigendo verso la Terra. Mongul convince Superman ad aiutarlo a combattere Imperiex e sembra che i due riescano a sconfiggerlo. Però trapela che l'Imperiex sconfitto sia in realtà nient'altro che una sonda, poiché Imperiex Prime, capo degli Imperieces, è un essere molto più grande e potente. Ha rilevato imperfezioni nella creazione dell'universo e il suo fine ultimo è di distruggerlo per crearne uno nuovo, senza imperfezioni. Per fare questo Imperiex Prime si dirige verso la Terra, il pianeta che mantiene l'universo coeso, allo scopo di distruggerla e quindi causare un nuovo Big Bang. Prima di arrivare sulla Terra, Imperiex ha cancellato innumerevoli altri pianeti. Kalanor, Karna e Daxam sono tre dei pianeti che ha distrutto durante la sua terribile campagna.
Intere galassie furono inoltre prese di mira per essere distrutte mentre Imperiex Primo tentava di soddisfare il suo distruttivo destino, cancellando un universo cosicché un altro potesse nascere. Dopo aver distrutto Karna, Imperiex arrivò ad Almerac, la patria di Maxima, e non distrusse solamente Almerac ma squarciò addirittura l'intera galassia. Dopo questi avvenimenti, i sopravvissuti dei mondi distrutti, provenienti da Apokolips, formarono una coalizione con la Terra, con il potente e malvagio Darkseid al suo comando, per combattere contro Imperiex Prime ed i suoi scagnozzi. Essendo finalmente arrivato presso la Via Lattea, Imperiex cominciò ad inviare i suoi scagnozzi. Sulla Terra, molte delle macchine-colonia di Imperiex, chiamate Hollowers nell'originale, distrussero Topeka, Kansas ed altre città, mentre scavavano nelle profondità della Terra per prepararla alla distruzione finale di Imperiex.
Il Presidente degli Stati Uniti d'America, Lex Luthor, chiama a raccolta i supereroi della Terra, i militari degli stessi USA e delle altre nazioni. In più Luthor decide che Superman da solo non ha abbastanza potere per guidare una squadra d'attacco, disponendo che Doomsday venga liberato e subisca un lavaggio del cervello affinché veda i droni di Imperiex come se fossero Superman. Combattono le sonde e riescono a distruggerne parecchie finché Imperiex Prime in persona si presenta innanzi a loro, attirato dalla battaglia. Doomsday viene sconfitto e vaporizzato, ad eccezione del suo scheletro, e Superman viene salvato da Darkseid da un fato analogo. Grazie al sacrificio di Strange Visitor e del generale Rock, le forze terrestri insieme a quelle di Apokolips riescono a rompere l'armatura di Imperiex, e ad usare un boomdotto per convogliare l'energia emanata da Imperiex e spedirlo in un'altra dimensione.

## Poteri e abilità
Imperiex è uno dei villain più potenti dell'Universo DC Comics; un essere dai poteri quasi divini.
I suoi poteri spaziano dal controllo della materia a livello subatomico all'assorbimento, manipolazione e proiezione di energia di qualsiasi tipo. Possiede inoltre telepatia, telecinesi illimitata, proiezione astrale, levitazione, creazione di illusioni, ha controllo sul magnetismo e può creare uno scudo mentale. Può attraversare lo spazio, le dimensioni, viaggiare nel tempo e può volare a una velocità centinaia di volte superiore a quella della luce. Non ha inoltre bisogno di nutrirsi, dormire o respirare.
Ha la capacità di creare buchi neri, la manipolazione quantica, trasmutazione quasi illimitata, può anche assorbire qualunque tipo di radiazione o formarla lui stesso.
Imperiex è un essere immortale ed è onnipotente.